# Orkiestra dęta

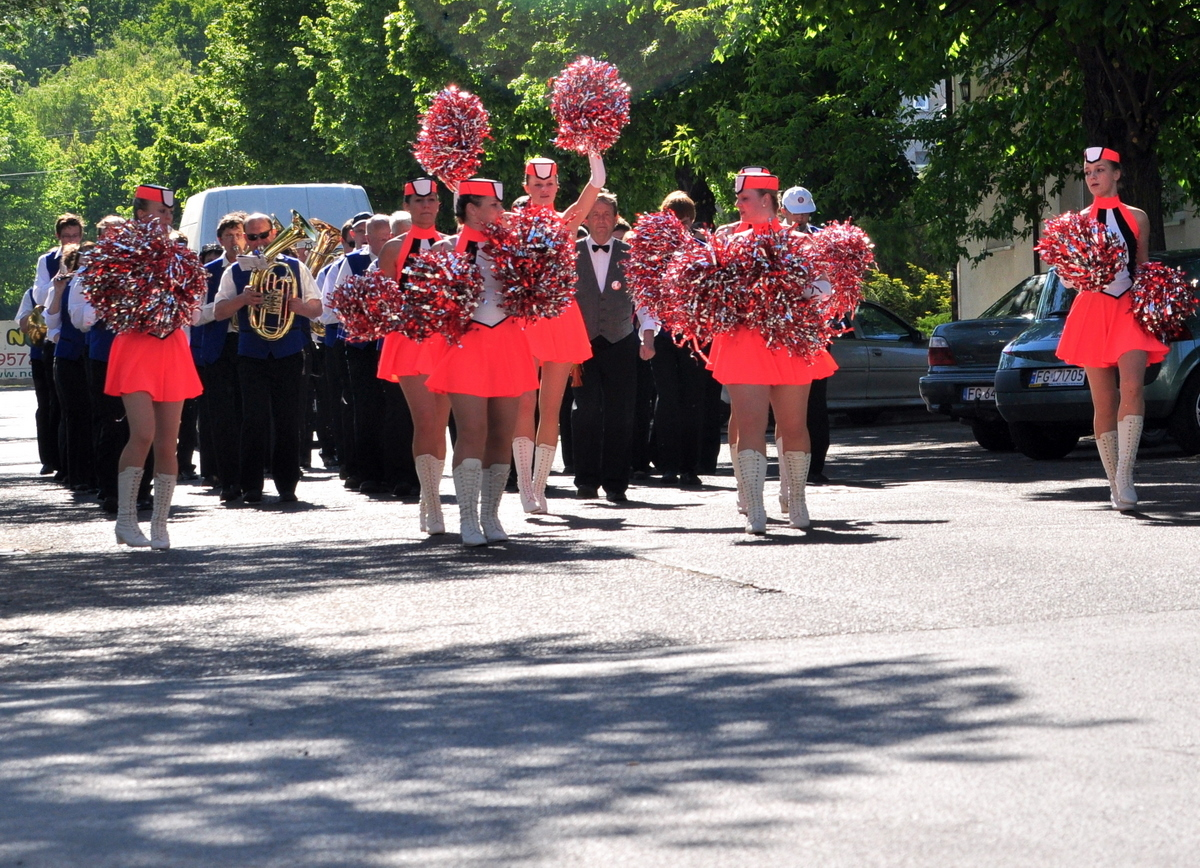
Przemarsz orkiestry dętej z mażoretkami

Orkiestra dęta – orkiestra składająca się głównie z instrumentów dętych. Umownie partię smyczków z orkiestry symfonicznej przejmują w orkiestrze dętej klarnety oraz flety, choć de facto także i inne instrumenty niekoniecznie z sekcji dętych drewnianych. Zwykle można podzielić orkiestry na marszowe oraz koncertowe (choć de facto niektóre z nich są mieszane, a jako podstawę klasyfikacji przyjmuje się umownie, jaka aktywność danego zespołu przeważa). Orkiestrom zwykle towarzyszą barwne zespoły mażoretek. Orkiestrę dętą w marszu prowadzi zwykle tamburmajor (-ka) (może nim być także kapelmistrz - dyrygent), zaś orkiestrę koncertową zwykle prowadzi dyrygent zwany czasami także kapelmistrzem. 
Orkiestra dęta zwykle składa się z kilkunastu do kilkudziesięciu osób, które grają na poszczególnych instrumentach w kilku podstawowych sekcjach.

## Obsada

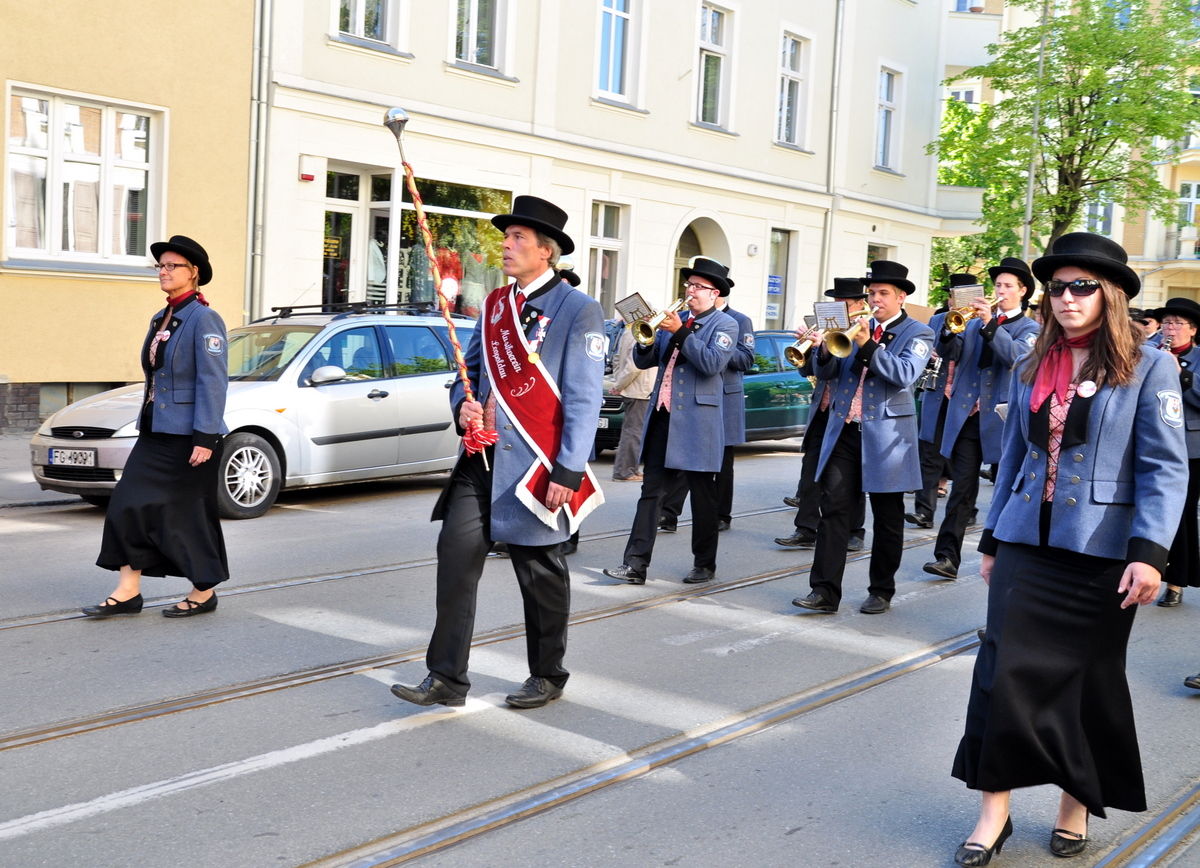
Orkiestrę prowadzi tamburmajor

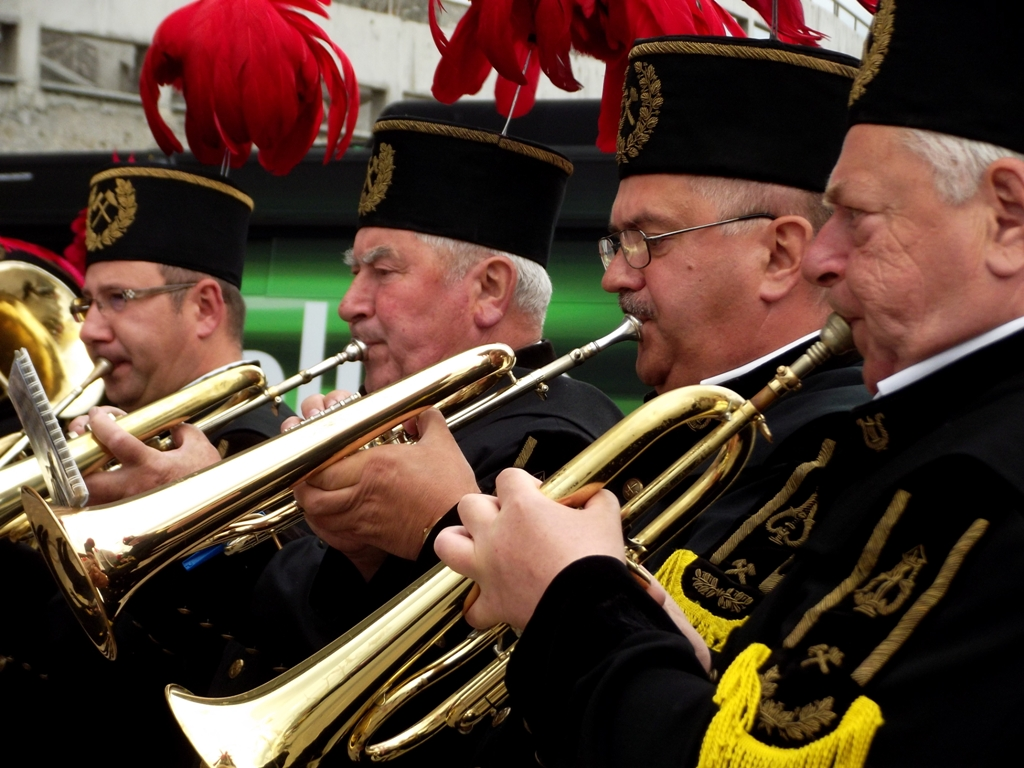
Górnicza orkiestra reprezentacyjna (Liga Światowa 2012, katowicki Spodek)

W poszczególnych orkiestrach może się różnić, ale podstawowa obsada wygląda następująco i obejmuje trzy sekcje:

### Instrumenty dęte drewniane
- Flety (z fletem piccolo) - zazwyczaj 2 głosy, rzadziej jeden głos
- Oboje (z rożkiem angielskim) - zwykle jeden obój, rożek bardzo rzadko
- Fagoty (bardzo rzadko z kontrafagotem) - zwykle 1 głos
- Klarnety – standardowo B (3 głosy), dodatkowo klarnet basowy, w opracowaniach z bogatszym składem dodaje się mały klarnet Es, a w opracowaniach amerykańskich także klarnet altowy Es
- Saksofony – standardowo altowe Es (2 głosy), tenorowy B (zwykle 1 głos, choć niekiedy także 2) i barytonowy Es, czasem też sopranowy B (rzadko, ale jeśli już, to zazwyczaj zamiast lub dublując, partię oboju)

### Instrumenty dęte blaszane
- Trąbki – zwykle 2–3 głosy w stroju B, czasami w opracowaniach niemieckich lub holenderskich oraz starszych polskich instrumentuje się dodatkowo na 2 głosy kornetów lub na flugelhorny (Skrzydłówka/Kornet)
- Rogi – zwykle pisze się partie na 2 rogi w stroju F, w bogatszych opracowaniach nawet na 4 głosy
- Sakshorny altowe – najczęściej w stroju Es, coraz rzadziej stosowane, zwykle zastępują rogi
- Sakshorny tenorowe, sakshorn barytonowy – w stroju B, zwykle instrumentuje się na 1-2 głosy tenorów i 1 głos barytonowy
- Eufonium – odmiana tenorowa tuby, często traktowana jako instrument solowy, zwykle dubluje partię fagotu, w opracowaniach amerykańskich partie na eufonium pisze się w kluczu basowym, ale dostępne są także transponowane głosy w kluczu wiolinowym na strój B
- Puzony – tenorowe i basowe (zwykle instrumentuje się na 2–3 głosy)
- Tuby – podstawa basowa oraz rytmiczna każdej orkiestry dętej, zwykle dwa głosy (Tb. I i Tb. II – w oktawie)

### Instrumenty perkusyjne
- Werbel - idealny podczas przemarszu, capstrzyków i uroczystości okolicznościowych, jeden z ważniejszych bębnów perkusji
- Bęben basowy - często noszony podczas przemarszu na specjalnej ergonomicznej konstrukcji odciążającej kręgosłup noszącego go muzyka, podstawa rytmiczna marszu
- Czynele - najczęściej używane w przemarszu orkiestry dętej, także podtrzymuje rytm
- Zestaw perkusyjny (czyli mix wyżej wymienionych, choć nie tylko)
- Pomocnicze instrumenty perkusyjne często zwane popularnie jako "Przeszkadzajki"  - zestaw różnego rodzaju instrumentów do ubogacania brzmienia orkiestry np. trójkąt (triangiel), cabasa, shakery, vibraslap, marakasy, kastaniety, klawesy, tamburyn i wiele innych
- Kotły - coraz bardziej popularne w orkiestrach dętych koncertowych, także w Polsce.

### Inne instrumenty (opcjonalne)
Często dodawane do orkiestry w ramach urozmaicenia granej muzyki.
- Lira marszowa – rodzaj dzwonków noszonych podczas marszu i uderzanych jedną pałeczką,
- Dzwonki symfoniczne - bardzo popularne, wyglądające jak szkolne cymbałki, ale o większej skali oraz sztabkach dźwiękowych wykonanych z trwałych stopów. W odróżnieniu od liry marszowej można ich używać stacjonarnie np. w sali koncertowej, ale także na wolnym powietrzu. Stają się coraz bardziej popularne w polskich orkiestrach dętych

Pozostałe instrumenty opcjonalne jedynie na koncertach, nie na przemarszach paradnych:
- perkusja dodatkowa np. ksylofon, marimba, wibrafon, krowie dzwonki, gongi i inne
- fortepian lub częściej syntezator (ten ostatni do wzbogacania barwy całego zespołu albo realizacji partii brakujących instrumentów np. dzwonów rurowych, harfy itp.)
- harfa – stosowana w naprawdę dużych składach orkiestr dętych symfonicznych (tzw. Symphonic Band)
- wiolonczela – bardzo rzadko stosowana w orkiestrze dętej dla wzmocnienia partii fagotu, puzonu lub eufonium
- kontrabas lub częściej inny tak zwany bas strunowy (np. bardzo popularna w orkiestrach dętych gitara basowa)

### Orkiestry dęte w Czechach
Muzyka dęta jest bardzo popularna w Czechach. Czechosłowacka telewizja wyprodukowała serial Dispečer o kapelmistrzu górniczej orkiestry dętej, według scenariusza Jaroslava Dietla, późniejszego scenarzysty serialu Szpital na peryferiach.